# Выходи за меня
Выходи за меня — пятый студийный альбом российской рэп-рок-группы Anacondaz, выпущенный в 2017 году.

## Список композиций
Все тексты написаны Сергеем Карамушкиным и Артёмом Хоревым.
| №   | Название                                    | Музыка                                            | Длительность |
| --- | ------------------------------------------- | ------------------------------------------------- | ------------ |
| 1.  | «Спаси, но не сохраняй»                     | Илья Погребняк, Алексей Назарчук                  | 3:04         |
| 2.  | «Чего ради?»                                | Илья Погребняк, Алексей Назарчук                  | 3:34         |
| 3.  | «Смотри на меня»                            | Илья Погребняк, Алексей Назарчук                  | 3:26         |
| 4.  | «Рокстар»                                   | Илья Погребняк, Тимур Есетов, Сергей Лебедев      | 3:17         |
| 5.  | «БДСМ»                                      | Илья Погребняк, Тимур Есетов, Вячеслав Усков      | 3:44         |
| 6.  | «Ангел»                                     | Илья Погребняк, Тимур Есетов, Сергей Лебедев      | 3:08         |
| 7.  | «Ненавижу»                                  | Илья Погребняк, Тимур Есетов                      | 3:34         |
| 8.  | «Хаос» (Hard Version; feat Артём Пивоваров) | Илья Погребняк, Алексей Назарчук, Артём Пивоваров | 2:40         |
| 9.  | «Несколько друзей»                          | Илья Погребняк, Алексей Назарчук, Сергей Лебедев  | 4:02         |
| 10. | «Скорая помощь»                             | Илья Погребняк, Алексей Назарчук                  | 3:01         |
| 11. | «Во что бы то ни стало»                     | Илья Погребняк, Тимур Есетов, Сергей Лебедев      | 3:47         |
| 12. | «Поезда»                                    | Илья Погребняк, Тимур Есетов, Сергей Лебедев      | 3:18         |

## Реакция
Алексей Мажаев отметил, что в этом альбоме группа «движется в колее», намеченной предыдущими работами группы и он, хотя и не лишён интересных находок в плане текстов, будет интересен в основном преданным поклонникам группы.